# Український Клівленд (газета)
«Український Клівленд» — незалежне українсько-американське видання, засноване в травні 2007 року. «Український Клівленд» — щомісячна газета українською мовою, що поширюється безплатно в українській громаді Великого Клівленду і поза її межами. Газета повідомляє про місцеві, крайові й міжнародні новини та події, що цікавлять членів громади, друкує пізнавальні та розважальні матеріали.